# Bonifaci Calvo
Bonifaci Calvo (Bonifaz de Génova en los cancioneros) fue un trovador genovés del siglo XIII, compositor de lírica provenzal y lírica gallego-portuguesa.

## Biografía
Trovador de origen genovés que podría haber llegado a Sevilla con el embajador Nicolás Calvo, documentado en el repartimiento de Sevilla y que logró en 1251 que Fernando III permitiera la continuidad de una colonia genovesa establecida en Sevilla en la época de dominio musulmán. Cuatro de sus composiciones provenzales contienen referencias a hechos ocurridos entre 1252 y 1255, ya durante el reinado de Alfonso X. Estas composiciones y la dedicatoria al monarca de parte de sus cantigas de amor provenzales, son indicios de que pudo pasar bastantes años en la corte castellana. Hacia 1266 aparece documentado de nuevo en Génova, por lo menos hasta 1273, desde donde se pierde el rastro documental.     

## Obra
Se conservan 18 composiciones en occitano y dos cantigas de amor en gallego-portugués, además de una composición plurilingüe conocida como Un nou sirventes ses tardar, sirventés compuesto en: occitano, gallego-portugués y francés.